# Католикосат великого дома Киликии

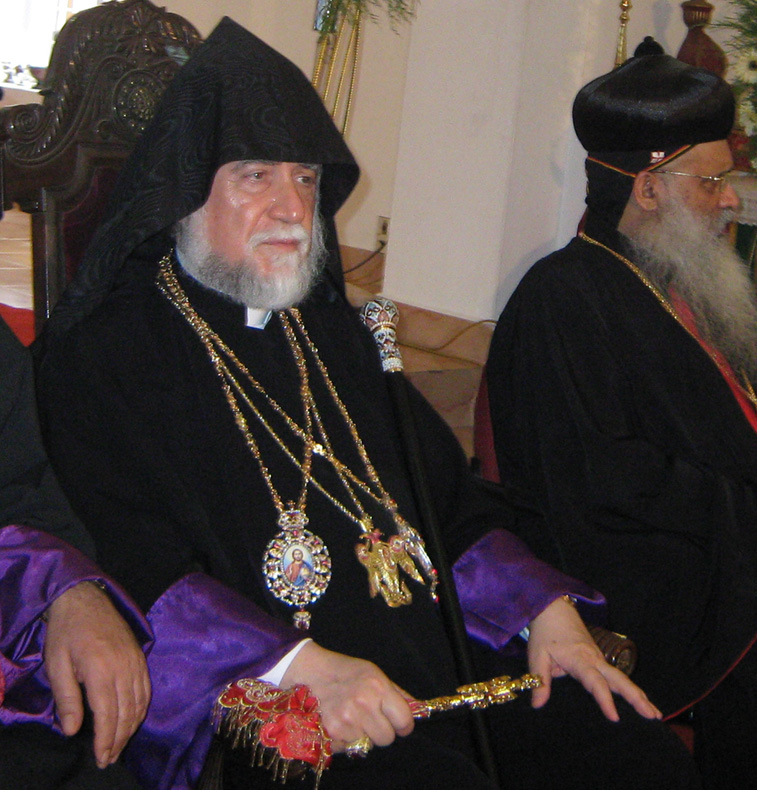
Киликийский католикос — Арам I

Килики́йский католикоса́т Армя́нской апо́стольской це́ркви (Католикосат великого дома Киликии, арм. Մեծի Տանն Կիլիկիո Կաթողիկոսություն) — административно независимый католикосат Армянской апостольской церкви (ААЦ), признающий первенство чести эчмиадзинского Верховного патриарха и Католикоса всех армян. Резиденция Киликийского католикоса после геноцида армян в Турции в 1915 году была перенесена из Киликии в Антелиас (Ливан). В ведении Киликийского католикосата находятся епархии ААЦ в Ливане, Сирии и на Кипре.

## История

### Средние века

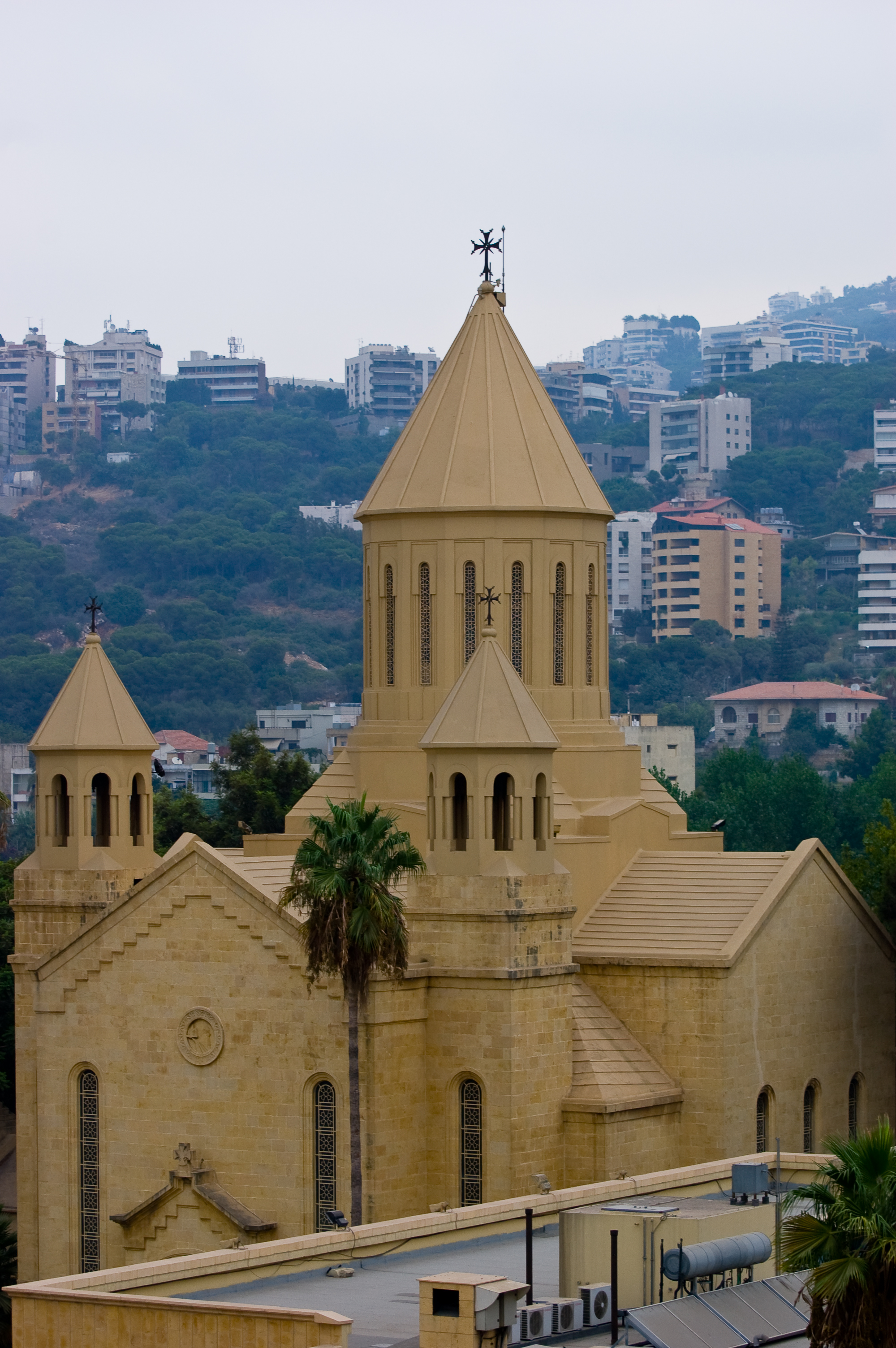
Место заседания Киликийского католикосата Армянской апостольской церкви — Собор Святого Григория Просветителя, Ливан

С возникновением в 1080 году Армянского государства в Киликии туда был перемещён престол Католикоса всех армян. С 1147 года резиденция армянского Католикоса была в Ромкле, а с 1282 года в Сисе. С падением армянского Киликийского царства престол Католикоса всех армян в 1441 году из Киликии возвратился в Святой Эчмиадзин, где находится и в настоящее время. Последний Католикос всех армян в Киликии Григор IX (1439—1441) из-за старости и болезни не смог переехать из Киликии в Эчмиадзин, однако поручил Национально-церковному собору, созванному в 1441 году в Вагаршапате избрать нового Католикоса Армянской церкви. Был избран Киракос Вирапеци (1441—1443).

### Основания католикосата
Католикос Григор IX продолжал жить в Сисе, столице Киликии, и после его смерти был создан католикосат в рамках границ Киликии — Католикосат великого дома Киликии. Поскольку главный в ААЦ эчмиадзинский престол территориально находился под властью Персии, с оформлением в Османской империи системы миллетов в 1461 году был создан Константинопольский патриархат Армянской апостольской церкви, главе которого как этнарху административно подчиняются все армянские общины Турции. Таким образом, Киликийский и Ахтамарский католикосы, будучи выше Константинопольского армянского патриарха духовной степенью, находились в его административном подчинении.
К XX столетию Киликийский католикосат владел 15 епархиями: Сисской, Аданской, Марашской, Аджинской, Пайасской, Берийской, Зейтунской, Айнтапской, Антиохской, Малатийской, Йозгатской, Кюрюнской, Теприкийской, Фирнузской и Тарантийской.

### Перенесение в Ливан
После геноцида армян в Киликии в 1920 году престол католикоса Киликийского в течение 10 лет переезжал с места на место, а в 1930 году обосновался в Антилиасе, где находится и поныне. Однако престол потерял почти все свои епархии, кроме Берийской, и находился на грани исчезновения. Для сохранения этого исторического престола по просьбе Католикосата всех армян Иерусалимский патриархат ААЦ временно передал во владения Католикосата великого дома Киликии епархии Дамаска и Бейрута, а патриархия Константинополя — епархию Кипра.
Отношения армян Ближнего Востока с Арменией и, соответственно, обоих католикосатов оживились в постсоветский период. В 1995—1999 годах кафедру Католикоса всех армян в Эчмиадзине занимал Гарегин I, ранее бывший католикосом Киликии под именем Гарегина II. С 1995 года киликийским католикосом, преемником Гарегина II (I), является Арам I.

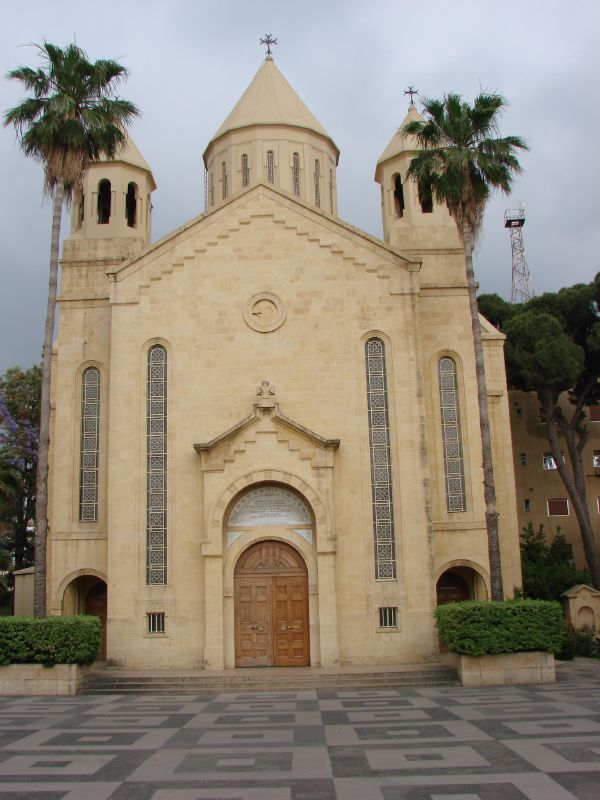
Экстерьер
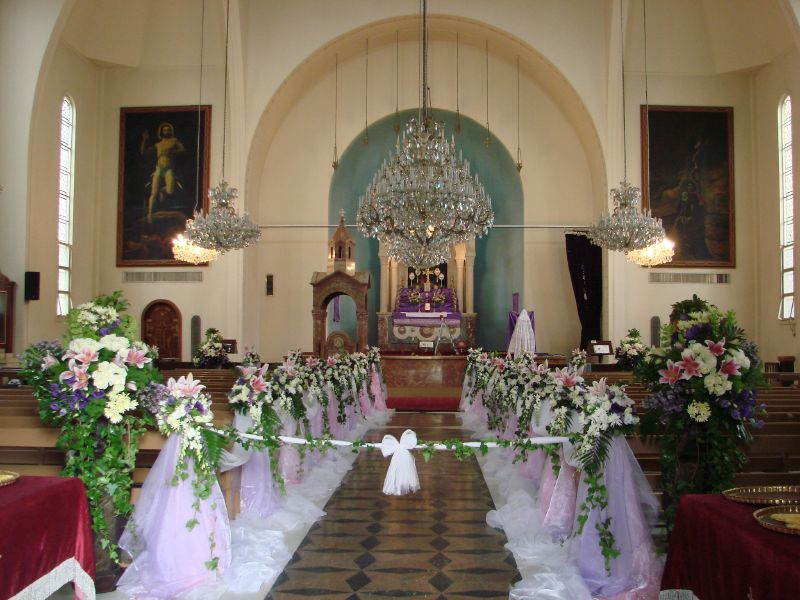
Интерьер